# Yalova (province)
Pour la ville, voir Yalova.
La province de Yalova est une des 81 provinces (en turc : il, au singulier, et iller au pluriel) de la Turquie.
Sa préfecture (en turc : valiliği) se trouve dans la ville éponyme de Yalova.

## Géographie
Sa superficie est de 847 km2.

## Population
En 2021, la province était peuplée d'environ 291 001 habitants, soit une densité de population d'environ 344 hab./km2.
| 2000    | 2001    | 2002    | 2003    | 2004    | 2005    | 2006    | 2007    |
| ------- | ------- | ------- | ------- | ------- | ------- | ------- | ------- |
| 144 923 | 150 027 | 155 041 | 160 099 | 165 333 | 170 705 | 176 207 | 181 758 |

| 2008    | 2009    | 2010    | 2011    | 2012    | 2013    | 2014    | 2015    |
| ------- | ------- | ------- | ------- | ------- | ------- | ------- | ------- |
| 197 412 | 202 531 | 203 741 | 206 535 | 211 799 | 220 122 | 226 514 | 233 009 |

| 2016    | 2017    | 2018    | 2019    | 2020    | 2021    | 2022    | 2023    |
| ------- | ------- | ------- | ------- | ------- | ------- | ------- | ------- |
| 241 665 | 251 203 | 262 234 | 270 976 | 276 050 | 291 001 | 296 333 | 304 780 |

## Administration
La province est administrée par un préfet (en turc : vali).

## Subdivisions
La province est divisée en 6 districts (en turc : ilçe, au singulier) : Altınova, Armutlu, Çınarcık, Çiftlikköy, Termal et Yalova.